# التربية الجنسية في الولايات المتحدة
تُدرَّس التربية الجنسية في الولايات المتحدة بشكل رئيسي من خلال نهجين: العليم الجنسي الشامل والتربية الجنسية القائمة على الامتناع عن الجنس فقط، والتي تندرج ضمن قانون الحياة الأسرية للمراهقين Adolescent Family Life Act (AFLA).
التعليم الجنسي الشامل (يُعرف أيضًا بأسماء أخرى مثل: التربية المبنية على الامتناع، الامتناع زائد، تقليل المخاطر الجنسية) يطرح الامتناع عن الجنس كخيار، ويزود المراهقين بمعلومات حول سن الرشد القانوني أو سن القبول، ويوفر لهم وسائل منع الحمل، ويعلمهم طرق الوقاية من الأمراض المنقولة جنسيًا. تفرض كل ولاية أمريكية برنامجًا إلزاميًا لتعليم الوقاية من الإيدز.
التربية الجنسية القائمة على الامتناع عن الجنس فقط (وتُعرف بأسماء مثل: الامتناع عن الجنس حتى الزواج، تجنب المخاطر الجنسية، برامج العفة، أو مؤخرًا التربية الجنسية لتمكين الشباب) تركز بالكامل على الامتناع عن النشاط الجنسي قبل الزواج، وترفض التعليم عن وسائل منع الحمل.
يختلف هذان النهجان اختلافًا جذريًا من حيث الفلسفة والاستراتيجيات في تثقيف الشباب حول حياتهم الجنسية. ولا يزال تأثير كل منهما على سلوك المراهقين موضوعًا جدليًا في الولايات المتحدة.

## الوضع الحالي
تُعلِّم برامج التربية الجنسية في الولايات المتحدة الطلاب الصحة الجنسية، وطرق الوقاية من الأمراض المنقولة جنسيًا، وتجنب حالات الحمل غير المقصود في سن المراهقة. يوجد ثلاثة أنواع رئيسية من هذه البرامج: الامتناع عن الجنس فقط، الامتناع-زائد والتربية الجنسية الشاملة. وعلى الرغم من أن برامج التربية الجنسية التي تركز فقط على الامتناع عن الجنس شائعة في المدارس العامة الأمريكية، فإن التربية الجنسية الشاملة تُعتبر الأكثر فاعلية، وقد أثبتت نجاحها في مساعدة الشباب على اتخاذ قرارات أفضل.
للتربية الجنسية فوائد عديدة، فهي تثقف الطلاب حول تشريح الجسم البشري، وتُعلِّم أهمية بناء علاقات صحية. وتُسهم البرامج الكافية للتربية الجنسية في المدارس العامة في تحقيق فوائد كبيرة للطلاب، كما يمكنها المساعدة في تقليل معدلات الأمراض المنقولة جنسيًا وحالات الحمل غير المقصود في الولايات المتحدة.
يتلقى معظم المراهقين في الولايات المتحدة شكلًا من أشكال التربية الجنسية في المدرسة مرة واحدة على الأقل بين الصفين السادس والثاني عشر، فيما تبدأ بعض المدارس بطرح بعضًا من تلك المواضيع في الصفين الرابع أو الخامس. يدعو الأكاديميون والمؤيدون للمعايير الوطنية للتربية الجنسية إلى تعريف الطلاب، بحلول نهاية الصف الخامس، بـ«التوجه الجنسي باعتباره الانجذاب العاطفي للفرد إلى شخص من الجنس نفسه أو الجنس الآخر». ومع ذلك، تختلف المناهج الدراسية بشكل كبير، نظرًا لعدم مركزية القرارات المتعلقة بالمناهج الدراسية.
تفرض العديد من الولايات قوانين تحدد ما يتم تدريسه في دروس التربية الجنسية أو تتيح للآباء خيار سحب أبنائهم من هذه الحصص. بينما تترك بعض القوانين في الولايات الأخرى قرارات المناهج الدراسية للمناطق التعليمية الفردية.
توصي الأهداف الوطنية للصحة العامة للمراهقين بتوفير تربية جنسية شاملة، تغطي مجموعة واسعة من المواضيع، وتدعو إلى «زيادة نسبة المراهقين الذين يتلقون تعليمًا رسميًا حول الامتناع عن الجنس، ووسائل تحديد النسل، والوقاية من فيروس نقص المناعة البشرية/الإيدز والأمراض المنقولة جنسيًا». وعلى الرغم من هذه الأهداف، فقد أظهرت الأبحاث وجود فجوة متزايدة بين هذه التوصيات وما يتلقاه المراهقون فعليًا من التعليم الجنسي.
وفقًا لبيانات المسح الوطني لنمو الأسرة (NSFG)، وهو مسح تمثيلي يُجرى على مستوى الأسر من قبل المركز الوطني للإحصاءات الصحية، فقد سُئل المشاركون عمّا إذا كانوا قد تلقوا قبل سن 18 «أي تعليم رسمي في مدرسة، كنيسة، مركز مجتمعي، أو أي مكان آخر» حول مجموعة من مواضيع التربية الجنسية. أظهرت بيانات NSFG أنه خلال الفترة 2011-2013، كانت نسبة متقاربة من الذكور والإناث الذين تتراوح أعمارهم بين 15 و19 عامًا أفادوا بتلقيهم تعليما رسميًا، إلا أن نسبة من تلقوا تعليمًا حول وسائل تحديد النسل (60% من الإناث، و55% من الذكور) كانت أقل من نسبة من تلقوا تعليمًا حول الامتناع عن الجنس، والأمراض المنقولة جنسيًا، أو فيروس نقص المناعة البشرية/الإيدز.
كشفت البيانات أن العديد من المراهقين الذين لديهم تجارب جنسية (43% من الإناث و57% من الذكور) لم يتلقوا أي تعليم رسمي حول وسائل منع الحمل قبل أول تجربة جنسية لهم. كما أن نسبة المراهقين الذين يتلقون تعليمًا رسميًا في هذا المجال آلت إلى الانخفاض.
حدثت تراجعات ملحوظة بين نسبة الفتيات بين 15 و19 عامًا بين 2006-2010 و2011-2013، اللواتي أبلغن عن تلقيهن تعليمًا رسميًا حول تحديد النسل، الامتناع عن الجنس، فيروس نقص المناعة البشرية/الإيدز، والأمراض المنقولة جنسيًا. كما لوحظ انخفاض في نسبة الذكور الذين أفادوا بتلقيهم تعليمًا رسميًا حول تحديد النسل. في المقابل، أفاد الذكور والإناث بزيادة تلقيهم تعليمًا حول الامتناع عن الجنس فقط، دون توفير أي معلومات عن وسائل تحديد النسل.
تشير بيانات NSFG إلى انخفاض حاد في التعليم الرسمي حول وسائل تحديد النسل بين 1995 و2011-2013، حيث تراجعت النسبة من 87% إلى 60% بين الإناث المراهقات، ومن 81% إلى 55% بين الذكور المراهقين. ورغم هذا التراجع الكبير، فإن 9 من كل 10 مراهقين ما زالوا يتلقون تعليمًا رسميًا حول الأمراض المنقولة جنسيًا.
أظهرت أبحاث علمية حديثة موسّعة أن تدريس التربية الجنسية للشباب لا يؤدي إلى بدء النشاط الجنسي في سن مبكرة. بالإضافة إلى ذلك، خلصت دراسة Mathematica Policy Research, Inc.، التي موّلتها الحكومة الفيدرالية حول برامج الامتناع عن الجنس حتى الزواج، إلى أن «الشباب في المجموعة الخاضعة للبرنامج لم يكونوا أكثر ميلًا للامتناع عن الجنس مقارنةً بالمجموعة الضابطة، كما أن الذين أبلغوا عن ممارسة الجنس كان لديهم عدد مماثل من الشركاء، وبدأوا بممارسة الجنس في العمر نفسه».
لذلك، يجادل معظم خبراء الصحة العامة بأن التعليم الشامل للتربية الجنسية هو النهج الأفضل، نظرًا لفوائده الكبيرة في تحسين الصحة العامة.

### المناهج الدراسية
ركّزت التربية الجنسية في القرن العشرين، على الامتناع عن الجنس ووسائل منع الحمل. وخلال الحرب العالمية الثانية، وبسبب المخاوف من ارتفاع معدلات الطلاق، والهجرة، وحقوق الجنسية بالولادة، صوّرت بعض المناهج الدراسية اختيار المرأة لشريك مناسب على أنه واجب مدني.
أما في القرن الحادي والعشرين، فإن المناهج الدراسية الشائعة في صفوف التربية الجنسية بالمدارس الأمريكية تتضمن «تدريس مواضيع الصحة الجنسية، بما في ذلك الجنس البشري، والوقاية من فيروس نقص المناعة البشرية (HIV) أو الأمراض المنقولة جنسيًا، ووسائل منع الحمل، حيث يتم تدريس هذه المواضيع بشكل أكثر شيوعًا في المدارس الثانوية مقارنةً بالمدارس الإعدادية أو الابتدائية».
تكشف الإحصائيات الصادرة عن مركز السيطرة على الأمراض (CDC) أنه بين عامي 2000 و2014، تراجعت نسبة المدارس التي تقدّم معلومات حول التربية الجنسية، بما في ذلك موضوعات مثل الامتناع عن الجنس، والبلوغ، والطريقة الصحيحة لاستخدام الواقي الذكري.
حدد مركز السيطرة على الأمراض 19 موضوعًا أساسيًا يجب تدريسها في جميع المدارس الإعدادية والثانوية ضمن مناهج التربية الجنسية. ومع ذلك، في عام 2014، كان أقل من نصف المدارس الثانوية و20% فقط من المدارس الإعدادية تقدّم تعليمًا يشمل جميع المواضيع الـ19 الأساسية التي يعتبرها CDC ضرورية للتربية الجنسية.
صورة: قائمة ال19 موضوعًا البالغة الأهمية في التربية الجنسية، التي نشرتها مراكز السيطرة على الأمراض والوقاية منها في الولايات المتحدة الأمريكية عام 2016.